# 3-я танковая армия (СССР)
3-я танковая армия (3-я ТА) — оперативное войсковое объединение РККА, в составе ВС СССР во время Великой Отечественной войны.
Сыграла важную роль в боях за Харьков весной 1943 года. В ходе боев понесла тяжёлые потери и директивой Ставки ВГК от 26 апреля была преобразована в 57-ю общевойсковую армию. Директивой от 14 мая 1943 формируется как 3-я гвардейская танковая армия.

## История создания
Вопреки присвоенному ей при формировании номеру, 3-я танковая армия была первой танковой армией, сформированной в Вооружённых Силах СССР. Директива № 994022 на формирование 3-й танковой армии была отдана Ставкой Верховного Главнокомандования 25 мая 1942 г. в 21 час 20 минут:
"Ставка Верховного Главнокомандования приказывает:

1. Сформировать 3-ю танковую армию в составе 12-го и 15-го танковых корпусов, 164-й отдельной танковой бригады, 154-й стрелковой дивизии, одного лап РГК пушек УСВ, одного гвардейского миномётного полка смешанного типа в составе двух дивизионов М-8 и одного дивизиона М-13, одного зенитного дивизиона. 

Дислокация управления 3-й танковой армией — г. Тула. 

2. Назначить: 

командующим 3-й танковой армией — генерал-лейтенанта т. П. Л. Романенко, освободив его от должности командующего 17-й армией; 
начальником штаба армии — полковника т. М. И. 3иньковича, освободив его от должности зам. командующего 17-й армией по АБТ. 

З. Управление 3-й танковой армией сформировать распоряжением начальника Генерального штаба и начальника Главупраформа Красной Армии. На формирование обратить управление 58-й армии.
4. Все части и соединения, включенные в состав З-й танковой армии, сосредоточить:
а) распоряжением начальника Генштаба 154-ю стрелковую дивизию — в Тульский лагерь;—  Шеин Д.В.:Танки ведёт Рыбалко. Боевой путь 3-й Гвардейской танковой армии
Сформирована 25 мая 1942 г. в составе Московского военного округа на базе управления 58-й армии с непосредственным подчинением Ставке ВГК.

…сложная обстановка, сложившаяся летом 1942 г. после перехода немецких войск в общее наступление, потребовала изъять из состава армии подготовленные части для немедленного использования их на фронте:
«26 июля 1942 г. Ставка Верховного Главнокомандования приказывает:
1. Направить железной дорогой 86-ю и 96-ю танковые бригады в распоряжение комвойсками Брянского фронта. Погрузка для 86-й танковой бригады — станция Выползова, для 96-й танковой бригады — станция Скуратова, начало погрузки 12.0026.7. 19, темп — 67, выгрузка — для обеих бригад — район станций Долгорукова, Плоты.»
Взамен убывших 86-й и 96-й танковых бригад 10-12 августа в состав армии прибыли 106-я и 195-я танковые бригады…
Кроме того, в соответствии с директивой № 1035124 Ставки Верховного Главнокомандования, в конце июля в состав армии прибыла 264-я стрелковая дивизия…
С утра 15 августа штаб армии получил директиву Ставки Верховного Главнокомандования о переподчинении армии Западному фронту и передислокации в район Козельска.—  Шеин Д. В.: Танки ведёт Рыбалко. Боевой путь 3-й Гвардейской танковой армии
При формировании в конце мая 1942 в состав армии были включены:
- 12-й и 15-й танковые корпуса
- 179-я отдельная танковая бригада
- 154-я и 264-я стрелковые дивизии
- 62-й гвардейский миномётный полк
- 1172-й истребительно-противотанковый артиллерийский полк
- 226-й зенитно-артиллерийский полк и
- 8-й мотоциклетный полк Архивная копия от 5 августа 2017 на Wayback Machine
- 54-й мотоциклетный Архивная копия от 15 июля 2017 на Wayback Machine и 182-й мотоинженерный батальоны
- 470-й зенитно-артиллерийский дивизион
- 507-й батальон связи
- тыловые части и учреждения.

## Состав
- 3-я танковая армия:
  - 3-й танковый корпус:
    - 50-я танковая бригада
      - 50-й, 254-й танковые батальоны
      - 50-й мотострелковый батальон

    - 51-я танковая бригада
      - 94-й, 255-й танковые батальоны
      - 51-й мотострелковый батальон

    - 103-я танковая бригада
      - 119-й, 420-й танковые батальоны
      - 103-й мотострелковый батальон

    - 3-я мотострелковая бригада
      - 1-й, 2-й, 3-й стрелковые батальоны

    - 126-й гвардейский миномётный батальон (8 пусковых установок БМ-13)

  - 12-й танковый корпус:
    - 30-я танковая бригада
      - 315-й, 316-й танковые батальоны
      - 30-й мотострелковый батальон

    - 97-я танковая бригада
      - 1-й, 2-й танковые батальоны
      - 97-й мотострелковый батальон

    - 106-я танковая бригада
      - 305-й, 306-й танковые батальоны
      - 106-й мотострелковый батальон

    - 13-я мотострелковая бригада
      - 1-й, 2-й, 3-й стрелковые батальоны

    - 33-я сапёрная рота

  - 15-й танковый корпус: (все танки Т-34-76 и Т-70)
    - 113-я танковая бригада
      - 317-й, 318-й танковые батальоны
      - 113-й мотострелковый батальон

    - 88-я танковая бригада
      - 209-й, 210-й танковые батальоны
      - 88-й мотострелковый батальон

    - 195-я танковая бригада
      - 424-й, 425-й танковые батальоны
      - 195-й мотострелковый батальон

    - 52-я мотострелковая бригада
      - 1-й, 2-й, 3-й стрелковые батальоны

  - 179-я танковая бригада
    - 390-й танковый батальон
    - 391-й танковый батальон
    - 179-й мотострелковый батальон

  - 48-я гвардейская стрелковая дивизия:
    - 138-й гвардейский стрелковый полк
    - 143-й гвардейский стрелковый полк
    - 146-й гвардейский стрелковый полк
    - 98-й гвардейский артиллерийский полк

  - 399-я стрелковая дивизия: организация неизвестна
  - Армейские войска:
    - 1172-й истребительно-противотанковый полк
    - 1245-й истребительно-противотанковый полк
    - 62-й гвардейский миномётный полк
    - 71-й зенитный полк
    - 319-й зенитно-артиллерийский полк
    - 470-й зенитно-артиллерийский полк
    - 182-й отдельный инженерно-сапёрный батальон[5]

## Боевые действия
В составе Западного фронта армия принимала участие во фронтовой операции — Контрудар войск Западного фронта в районе Сухиничи, Козельск, в которой нанесла удар по 9-й танковой дивизии вермахта в районе южнее Козельска. В результате удара противник понёс большие потери и был вынужден перейти к обороне.
По сведениям источника, с 19 сентября и до конца 1942 армия находилась в резерве Ставки ВГК в районе Плавска. 1 января 1943 была передана в состав Воронежского фронта. 28 февраля 1943 года — переподчинена Юго-Западному фронту.
В начале 1943 г. участвовала в Острогожско-Россошанской наступательной операции (13-27 января), в Харьковской наступательной операции (2 февраля — 3 марта) и в Харьковской оборонительной операции (4-25 марта) (См. Третья битва за Харьков).

Планом Харьковской наступательной операции «Звезда» предусматривалось нанести два охватывающих удара по таким направлениям: 40-й армией с 5-м гвардейским танковым корпусом — на Белгород, Дергачи, западная окраина Харькова; 69-й армией — на Новый Оскол, Волчанск, северо-восточная окраина Харькова; 3-й танковой армией с 6-м гвардейским кавалерийским корпусом — на Валуйки, Чугуев, юго-восточная окраина Харькова. 

Наступление ударной группировки Воронежского фронта обеспечивалось: с севера войсками правого крыла фронта (60-я и 38-я армии наносили удар на курском и обоянском направлениях, имея задачей овладеть городами Курск и Обоянь); с юга — развитием наступления войск 6-й армии Юго-Западного фронта на купянско-балаклеевском направлении.
Успешно завершив Острогожско-Россошанскую и Воронежско-Касторненскую наступательные операции, войска Воронежского фронта под командованием генерала Ф. И. Голикова силами 40-й, 69-й и 3-й танковой армий без оперативной паузы 2 февраля начали Харьковскую наступательную операцию «Звезда». Линия оборонительных сооружений, созданных противником на реке Оскол, на рубеже Старый Оскол, Новый Оскол и Валуйки, была прорвана, и наши войска с упорными боями начали продвигаться в юго-западном направлении. 

Преодолевая все возрастающее сопротивление противника, части и соединения 40-й, 69-й и 3-й танковой армий 9 февраля приступили к освобождению территории Советской Украины от фашистских захватчиков. Первыми на украинскую землю вступили войска 69-й армии под командованием генерала М. И. Казакова. В течение 9 февраля они отразили несколько сильных контратак частей танковой дивизии СС «Рейх» и к исходу дня штурмом овладели районным центром Харьковской области Волчанском. В бою за город особенно отличились части 180-й стрелковой дивизии. Наводчик 2-й батареи 15-го истребительно-противотанкового дивизиона 180-й дивизии рядовой Пудозин метким огнём из 45-миллиметрового орудия подбил шесть фашистских танков, а рядовой роты ПТР Никитин вывел из строя два танка противника. 

Войска 40-й и 3-й танковой армий начали охватывать Харьков с северо-запада и с юго-востока. Одно временно правофланговая 60-я армия успешно развивала наступление на курском направлении. Получив данные разведки о том, что противник намеревается перебросить в район Курска резервы, командующий армией генерал И. Д. Черняховский решил ускорить освобождение города. Были созданы две ударные группировки, которые, обойдя Курск с севера и юга, утром 8 февраля полностью освободили старинный русский город от фашистских захватчиков. Сосед слева — войска 6-й армии Юго-Западного фронта, развивая наступление на изюмско-лозовском направлении, овладели Алексеевским, Сахновщиной и продолжали развивать наступление в юго-западном направлении. 

На заснеженных просторах Харьковщины ни днём ни ночью не затихали ожесточенные бои. Продолжая наступление, войска Воронежского фронта уже к 10—12 февраля освободили Великую Писаревку (Сумская область), Золочев, Казачью Лопань, Волчанок, Старый Салтов, Печенеги, Чугуев и ряд крупных населённых пунктов севернее и восточнее Харькова.— Гладков Н. Н. На огненных рубежах (документальный очерк). — Прапор, 1984.
26 апреля 1943 года расформирована. Полевое управление реорганизовано в штаб 57-й армии в составе Юго-Западного фронта 2-го формирования.

## Командование
Командующие армией:
- Романенко, Прокофий Логвинович (25.05.1942 — 24.09.1942), генерал-лейтенант;
- Рыбалко, Павел Семёнович (25.09.1942 — 26.04.1943), генерал-майор, генерал-лейтенант.

Член Военного Совета:
- Савкин, Виктор Григорьевич (26.08.1942 — 12.03.1943), бригадный комиссар;
- Мельников, Семён Иванович (12.03.1943 — 26.04.1943), генерал-майор танковых войск.

Начальник штаба:
- Бахметьев, Дмитрий Дмитриевич (20.05.1942 — 14.01.1943), генерал-майор танковых войск;
- Пилипенко, Антон Петрович (14.01.1943 — 21.01.1943), полковник;
- Иванов, Сергей Алексеевич (21.01.1943 — 27.01.1943), полковник;
- Нецветайло, Александр Яковлевич (27.01.1943 — 24.02.1943), генерал-майор танковых войск.

Начальники артиллерии:
- май — ноябрь 1942 года — полковник М. Ф. Сёмин

Начальники тыла:
- май — июнь 1942 года — генерал-майор П. Н. Похазников
- июнь — сентябрь 1942 года — дивизионный комиссар И. К. Николаев

Командование АБТО армии, Заместители командующего армии по т/в, Командующиe БТ и МВ.
- подполковник Опарин, Виктор Андреевич, (26.12.1941 - 15.02.1942)[7].
- подполковник, с 29.05.1942 полковник Опарин, Виктор Андреевич, (15.02.1942 - 11.01.1943)
- полковник, с 11.07.1945 генерал-майор т/в Опарин, Виктор Андреевич, (11.01.1943 - 07.08.1946)

## Отличившиеся воины
173-я отдельная танковая Черкасская бригада:
- Кобец, Фёдор Семёнович, старший лейтенант, командир танковой роты.

179-я танковая бригада:
- Рудкин, Филипп Никитович, полковник, командир бригады.
- Хало, Владимир Алексеевич, старший лейтенант, командир роты управления.

303-я стрелковая дивизия:
- Абдулов, Иван Филиппович, ефрейтор, снайпер 849 стрелкового полка. Звание присвоено посмертно.
- Карнаков, Михаил Севастьянович, красноармеец, наводчик орудия 844 артиллерийского полка. Звание присвоено посмертно.
- Разин, Сергей Степанович, сержант, командир орудия 844 артиллерийского полка.

6-й гвардейский кавалерийский ордена Суворова корпус:
- Воронцов, Алексей Парамонович, гвардии старший лейтенант, заместитель командира эскадрона по политической части 33 гвардейского кавалерийского полка 8 гвардейской кавалерийской дивизии. Звание присвоено посмертно.
- Григорьев, Иван Андреевич, гвардии старший лейтенант, командир сабельного эскадрона 33 гвардейского кавалерийского полка 8 гвардейской кавалерийской дивизии. Умер от ран 21 января 1943 года.
- Курячий, Константин Николаевич, гвардии капитан, командир батареи 33 гвардейского кавалерийского полка 8 гвардейской кавалерийской дивизии. Звание присвоено посмертно.

Данные о Героях Советского Союза 12-го танкового корпуса и 15-го танкового корпуса, сражавшихся в составе армии, можно найти в статьях Википедии об этих формированиях.